# Nemognatha curta
Nemognatha curta es una especie de coleóptero de la familia Meloidae.

## Distribución geográfica
Habita en (Estados Unidos).